# Rajd Dolnośląski 2019
53. Rajd Dolnośląski, a właściwie 53. Rajd Dolnośląski – Hotel Zieleniec – 53. edycja Rajdu Dolnośląskiego. To rajd samochodowy, który był rozgrywany od 4 do 6 października 2019 roku. Bazą rajdu było miasto Kłodzko. Była to siódma runda rajdowych samochodowych mistrzostw Polski w roku 2019, szóstą rundą MOTUL historycznych rajdowych samochodowych mistrzostw Polski w roku 2019 i czwartą rundą Rajdowych Samochodowych Mistrzostw Dolnego Śląska w roku 2019. W sezonie 2019 był to rajd pierwszej kategorii (tzw. dwuetapowy), gdzie punktacja była następująca: od 25 punktów za zwycięstwo mnożone razy dwa i oddzielne punkty za odcinek Power Stage. Organizatorem rajdu był Automobilklub Ziemi Kłodzkiej. Trasa rajdu składała się z dziewiętnastu odcinków specjalnych, z czego sześć rozegrano w warunkach nocnych.
53. Rajd Dolnośląski – Hotel Zieleniec wygrała francuska załoga Bryan Bouffier i Xavier Panseri, która jednocześnie zapewniła sobie tytuł drugiego wicemistrza Polski na rok 2019 w klasyfikacji generalnej. Na drugim miejscu do mety dojechał Sylwester Płachytka, a trzeci był Marcin Słobodzian. W rajdzie nie brali udziału Mikołaj Marczyk i Tomasz Kasperczyk, którzy już wcześniej zapewnili sobie odpowiednio pierwsze i drugie miejsce w klasyfikacji generalnej RSMP 2019.

## Lista zgłoszeń[3]
Poniższa lista spośród 36 zgłoszonych zawodników obejmuje tylko zawodników startujących w najwyższej klasie 2, samochodami grupy R5 i wybranych zawodników startujących w klasie Open.
| Nr. | Zespół                     | Kierowca            | Pilot              | Samochód                    | Klasa    |
| --- | -------------------------- | ------------------- | ------------------ | --------------------------- | -------- |
| 1   | Bryan Bouffier             | Bryan Bouffier      | Xavier Panseri     | Hyundai i20 R5              | 2        |
| 2   | Rallytechnology            | Marcin Słobodzian   | Kamil Kozdroń      | Škoda Fabia R5              | 2        |
| 3   | Jakub Brzeziński           | Jakub Brzeziński    | Dariusz Burkat     | Ford Fiesta Proto           | Open 4WD |
| 4   | BTH Import Stal Rally Team | Łukasz Kotarba      | Tomasz Kotarba     | Citroën C3 R5               | 2        |
| 5   | Kacper Wróblewski          | Kacper Wróblewski   | Jacek Spentany     | Hyundai i20 R5              | 2        |
| 6   | Rallytechnology            | Sylwester Płachytka | Jacek Nowaczewski  | Škoda Fabia R5              | 2        |
| 7   | Maciej Lubiak              | Maciej Lubiak       | Michał Trela       | Hyundai i20 R5              | 2        |
| 8   | Rallytechnology            | Daniel Chwist       | Kamil Heller       | Hyundai i20 R5              | 2        |
| 9   | Go+Cars Go+EAuto           | Adam Stec           | Dariusz Zdanowicz  | Mitsubishi Lancer Evo X R4  | Open 4WD |
| 10  | Łukasz Kabaciński          | Łukasz Kabaciński   | Michał Kuśnierz    | Ford Fiesta Proto           | Open 4WD |
| 11  | Marek Nowak                | Marek Nowak         | Adam Grzelka       | Mitsubishi Lancer Evo IX R4 | Open 4WD |
| 12  | Artur Rowiński             | Artur Rowiński      | Magdalena Tokarska | Škoda Fabia Proto           | Open 4WD |

## Zwycięzcy odcinków specjalnych[4]
| Dzień          | Numer odcinka | Nazwa odcinka  | Długość  | Zwycięzca odcinka   | Samochód       | Czas   | Lider rajdu                      |
| -------------- | ------------- | -------------- | -------- | ------------------- | -------------- | ------ | -------------------------------- |
| 4 października | OS1           | Suszyna        | 9,30 km  | Marcin Słobodzian   | Škoda Fabia R5 | 5:01,2 | Marcin Słobodzian                |
| 4 października | OS2           | Duszniki Zdrój | 8,15 km  | Bryan Bouffier      | Hyundai i20 R5 | 3:43,7 | Bryan Bouffier                   |
| 4 października | OS3           | Suszyna        | 9,30 km  | Marcin Słobodzian   | Škoda Fabia R5 | 4:59,4 | Marcin Słobodzian                |
| 4 października | OS4           | Duszniki Zdrój | 8,15 km  | Bryan Bouffier      | Hyundai i20 R5 | 3:47,8 | Bryan Bouffier                   |
| 4 października | OS5           | Duszniki Arena | 7,90 km  | Marcin Słobodzian   | Škoda Fabia R5 | 6:09,2 | Bryan Bouffier Marcin Słobodzian |
| 4 października | OS6           | Duszniki Arena | 7,90 km  | Marcin Słobodzian   | Škoda Fabia R5 | 6:08,8 | Marcin Słobodzian                |
| 5 października | OS7           | Jaszkowa       | 15,10 km | Bryan Bouffier      | Hyundai i20 R5 | 7:44,4 | Marcin Słobodzian                |
| 5 października | OS8           | Złoty Stok     | 12,65 km | Bryan Bouffier      | Hyundai i20 R5 | 6:49,4 | Bryan Bouffier                   |
| 5 października | OS9           | Czarna Góra    | 15,40 km | Bryan Bouffier      | Hyundai i20 R5 | 8:55,1 | Bryan Bouffier                   |
| 5 października | OS10          | Jaszkowa       | 15,10 km | Marcin Słobodzian   | Škoda Fabia R5 | 7:50,7 | Bryan Bouffier                   |
| 5 października | OS11          | Złoty Stok     | 12,65 km | Sylwester Płachytka | Škoda Fabia R5 | 6:57,7 | Bryan Bouffier                   |
| 5 października | OS12          | Czarna Góra    | 15,40 km | Sylwester Płachytka | Škoda Fabia R5 | 9:12,3 | Bryan Bouffier                   |
| 5 października | OS13          | Jaszkowa       | 15,10 km | Marcin Słobodzian   | Škoda Fabia R5 | 8:15,4 | Bryan Bouffier                   |
| 5 października | OS14          | Złoty Stok     | 12,65 km | Bryan Bouffier      | Hyundai i20 R5 | 7:35,7 | Bryan Bouffier                   |
| 5 października | OS15          | Czarna Góra    | 15,40 km | Sylwester Płachytka | Škoda Fabia R5 | 9:22,5 | Bryan Bouffier                   |
| 6 października | OS16          | Goworów        | 10,40 km | Marcin Słobodzian   | Škoda Fabia R5 | 5:29,4 | Bryan Bouffier                   |
| 6 października | OS17          | Międzylesie    | 7,65 km  | Marcin Słobodzian   | Škoda Fabia R5 | 3:40,7 | Bryan Bouffier                   |
| 6 października | OS18          | Goworów        | 10,40 km | Marcin Słobodzian   | Škoda Fabia R5 | 5:20,4 | Bryan Bouffier                   |
| 6 października | OS19          | Międzylesie    | 7,65 km  | Bryan Bouffier      | Hyundai i20 R5 | 3:38,2 | Bryan Bouffier                   |

### Power Stage – OS19[5]
| Miejsce | Kierowca            | Pilot             | Samochód       | Czas/strata | Punkty |
| ------- | ------------------- | ----------------- | -------------- | ----------- | ------ |
| 1       | Bryan Bouffier      | Xavier Panseri    | Hyundai i20 R5 | 3:38,2      | 5      |
| 2       | Marcin Słobodzian   | Kamil Kozdroń     | Škoda Fabia R5 | +0,2        | 4      |
| 3       | Sylwester Płachytka | Jacek Nowaczewski | Škoda Fabia R5 | +3,0        | 3      |
| 4       | Kacper Wróblewski   | Jacek Spentany    | Hyundai i20 R5 | +5,0        | 2      |
| 5       | Łukasz Kotarba      | Tomasz Kotarba    | Citroën C3 R5  | +5,5        | 1      |

## Wyniki końcowe rajdu[6]
| Miejsce | Kierowca            | Pilot                 | Samochód                    | Czas      | Strata   | Grupa Klasa | Punkty |
| ------- | ------------------- | --------------------- | --------------------------- | --------- | -------- | ----------- | ------ |
| 1       | Bryan Bouffier      | Xavier Panseri        | Hyundai i20 R5              | 2:01:46,5 | –        | 2           | 50+5   |
| 2       | Sylwester Płachytka | Jacek Nowaczewski     | Škoda Fabia R5              | 2:02:24,6 | +38,1    | 2           | 36+3   |
| 3       | Marcin Słobodzian   | Kamil Kozdroń         | Škoda Fabia R5              | 2:02:40,5 | +54,0    | 2           | 30+4   |
| 4       | Kacper Wróblewski   | Jacek Spentany        | Hyundai i20 R5              | 2:04:17,5 | +2:31,0  | 2           | 24+2   |
| 5       | Łukasz Kotarba      | Tomasz Kotarba        | Citroën C3 R5               | 2:06:49,1 | +5:02,6  | 2           | 20+1   |
| 6       | Jakub Brzeziński    | Dariusz Burkat        | Ford Fiesta Proto           | 2:09:54,4 | +8:07,9  | Open 4WD    | 16     |
| 7       | Łukasz Kabaciński   | Michał Kuśnierz       | Ford Fiesta Proto           | 2:14:44,9 | +12:58,4 | Open 4WD    | 12     |
| 8       | Artur Rowiński      | Magdalena Tokarska    | Škoda Fabia Proto           | 2:14:53,2 | +13:06,7 | Open 4WD    | 8      |
| 9       | Szymon Cieślak      | Krystian Korzeniowski | Peugeot 208 R2              | 2:15:43,1 | +13:56,6 | 4           | 4      |
| 10      | Marek Nowak         | Adam Grzelka          | Mitsubishi Lancer Evo IX R4 | 2:20:26,0 | +18:39,5 | Open 4WD    | 2      |

## Końcowa klasyfikacja RSMP w roku 2019
Kierowcy
| Msc. | Kierowca            | Punkty |
| ---- | ------------------- | ------ |
| 1    | Mikołaj Marczyk     | 178    |
| 2    | Tomasz Kasperczyk   | 136    |
| 3    | Bryan Bouffier      | 90     |
| 4    | Sylwester Płachytka | 90     |
| 4    | Łukasz Kotarba      | 86     |